# Lee Hye-jin
Lee Hye-jin (Koreaans: 이 혜진, 23 januari 1992) is een Zuid-Koreaanse baanwielrenster.

## Carrière
Ze is goed in de sprintonderdelen, de sprint, teamsprint, keirin en 500 m tijdrit. Lee nam namens Zuid-Korea deel aan de Olympische Zomerspelen in 2012, 2016 en 2020, haar beste prestatie op deze spelen was een achtste plaats op de keirin in 2016. Tijdens de Aziatische kampioenschappen baanwielrennen won Lee de teamsprint in 2015 en 2017.

## Belangrijkste uitslagen
| 2012 | teamsprint · 4e keirin                                                    | 10e sprint 13e teamsprint            | Olympische Zomerspelen: 9e teamsprint 13e sprint 17e keirin |
| 2013 | teamsprint · 4e 500m tijdrit · 6e sprint                                  |                                      |                                                             |
| 2014 |                                                                           |                                      | Aziatische Spelen: · teamsprint · 4e keirin · 5e sprint     |
| 2015 | teamsprint · keirin                                                       | 9e keirin                            |                                                             |
| 2016 | teamsprint · sprint · keirin                                              | 6e keirin                            | Olympische Zomerspelen: 8e keirin                           |
| 2017 | teamsprint · keirin · sprint                                              | 10e teamsprint 12e keirin 16e sprint |                                                             |
| 2018 | keirin · teamsprint · sprint                                              | 8e keirin 12e teamsprint 20e sprint  | Aziatische Spelen: · sprint · keirin · teamsprint           |
| 2019 | januari · teamsprint · sprint · 6e keirin · oktober · teamsprint · keirin | 9e keirin 11e teamsprint 22e sprint  | WB Hongkong: keirin WB Cambridge: keirin                    |
| 2020 |                                                                           | keirin · 13e teamsprint              |                                                             |
| 2021 |                                                                           |                                      | Olympische Spelen: 19e keirin 21e sprint                    |
| 2022 |                                                                           |                                      |                                                             |
| 2023 | 5e sprint 7e keirin                                                       |                                      | Aziatische Spelen: · teamsprint · 4e keirin · 6e sprint     |